# ラショナル (企業)
ラショナル（ドイツ語: Rational AG）は、加熱調理を中心とする業務用厨房システムの開発・販売を行う多国籍企業。ドイツ・バイエルン州・ランツベルク・アム・レヒに本拠を置き、世界20カ国以上に販売拠点を持つ。日本法人は株式会社ラショナル・ジャパン。フランクフルト証券取引所上場企業（FWB: RAA）。

## 沿革
1973年、熱風調理器具の開発を行う企業として、ジークフリート・マイスター（Siegfried Meister）を中心とする約25名のスタッフで創業、1976年にスチームコンベクションオーブンの開発に着手し、1991年にイギリスに、1993年にはアメリカ合衆国に拠点を開設した。1992年に販売パートナーの関係にあったフランスのFRIMAを買収し子会社化、2000年に株式上場企業となった。
2004年に看板シリーズの一つであるSelfCooking Centerを開発、2005年に子会社のFRIMAがVarioCooking Centerを開発、2006年、
シェフのための集中トレーニングシステムであるAcademy RATIONALを導入した。2019年、FRIMAブランドで
販売されていたVarioCooking Centerに関して、ラショナルのブランドに統一された。
開発・製造拠点はドイツおよびフランスにある。現在地域別の売上は、ヨーロッパが6割弱、北米が2割弱、アジアが14％となっている。

## 日本におけるラショナル
日本法人「株式会社ラショナル・ジャパン」（Rational Japan Co. Ltd.）は、1992年に設立され、現在は東京（神田猿楽町）にオフィスを持つ。ラショナルのコンビスチーマーを初めて日本に導入して以来、日本国内の1000を超えるレストランやホテル、社員食堂や給食センターなどを対象に、スチームコンベクションオーブンを中心とする製品の販売を行っている。2019年からVarioCooking Centerの自社販売を開始した。
フジマックはドイツ本社から商標ごとOEM供給を受け同社ブランドで製品を販売している。このほか、NASCO株式会社がラショナル製品の輸入販売を行っている。